# Venelina Veneva
Venelina Veneva (bulgariska: Венелина Венева), född 13 juni 1974 är en friidrottare från Bulgarien. Hon vann EM-silver i Göteborg 2006 i höjdhopp.
Hon har tidigare även vunnit två bronsmedaljer. Inomhus-VM 2001 samt inomhus-EM 2005.
Venelina Venevas personbästa är 2,04 meter som hon satte 2001.
2007 testades hon positivt för testosteron. Testosteron klassas som en "tung substans" inom doping och hon stängdes i två år. Hon blev ursprungligen bronsmedaljör vid inomhus-EM 2007 men fråntogs medaljen på grund av dopingavstängningen.